# 蒙吉耶姆
蒙吉耶姆（法語：Monguilhem，法語發音：[mɔ̃ɡijɛm]）是法国热尔省的一个市镇，属于孔东区。

## 地理
蒙吉耶姆（43°51'19"N, 0°10'53"W）面积5.71 平方千米，位于法国奧克西塔尼大區热尔省，该省份为法国西南部内陆省份，北起顺时针与洛特-加龙省、塔恩-加龙省、上加龙省、上比利牛斯省、大西洋比利牛斯省和朗德省接壤。
与蒙吉耶姆接壤的市镇（或旧市镇、城区）包括：布尔达拉、蒙泰居、佩尔基、卡斯泰克斯-达马尼亚克、图茹斯。

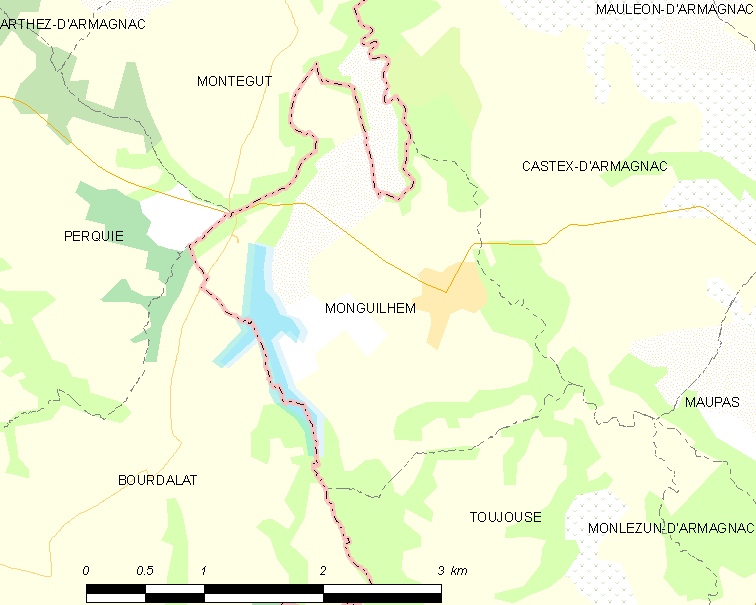
蒙吉耶姆的OSM定位图

蒙吉耶姆的时区为UTC+01:00、UTC+02:00（夏令时）。

## 行政
蒙吉耶姆的邮政编码为32240，INSEE市镇编码为32271。

## 政治
蒙吉耶姆所属的省级选区为大下阿马尼亚克县。

## 人口

1962-2008年间蒙吉耶姆人口变化图示

蒙吉耶姆于2022年1月1日时的人口数量为286人。